# 뷔름 온라인
《뷔름 온라인》(Wurm Online)은 스웨덴의 게임 회사 모장이 만든 굴삭 등 나무를 절단해서 게임 세계에서의 조건을 변경 한 건물의 종류를 구축하는 것이다.

## 게임플레이
뷔름 온라인은 샌드박스 MMO 게임이다. 플레이어는 다양한 샌드박스 작업을 수행할 수 있다. 플레이할 수 있는 여러 서버가 있으며, 각 서버는 건너갈 수 있는 바다로 다른 서버와 분리된 섬이다. 뷔름 온라인에는 목공 및 대장간에서 특정 도구 및 무기 기술, 심지어 종교 통계에 이르기까지 수백 가지 기술이 있어 광범위한 전문화를 허용하므로 플레이어가 목표를 달성하고 완료하기 위해 서로 협력할 수 있는 산업이 등장한다. 이 게임에는 소수의 신 중 하나를 숭배하도록 선택할 수 있는 주목할만한 종교 시스템도 있다. 다양한 작업을 완료하여 신에 대한 플레이어의 호의를 높일 수 있다.

## 같이 보기
- 마인크래프트